# 1ST
『1ST』（ファースト）は、SixTONESの1枚目のフルアルバム。2021年1月6日にソニー・ミュージックレーベルズより発売された。

## リリース
グループ名の由来でもある「原石」と「音色」を冠した2種類の初回限定盤および通常盤の全3形態での発売になっている。
各形態共通で、2020年にリリースした各シングルの表題曲「Imitation Rain」「NAVIGATOR」「NEW ERA」と新曲7曲が収録される。加えて、初回盤A：原石盤にはジャニーズJr.時代の未音源化楽曲5曲、初回盤B：音色盤にはメンバー2人ずつからなる3組のユニット曲を収録。通常盤にはさらに新曲2曲と、1stシングル収録のカップリング曲「Telephone」をアルバムオリジナルver.で収録する。
各初回盤にはDVDを付属し、原石盤にアルバムリード曲「ST」、音色盤に各ユニット曲のMVを収録する。
発売時のキャッチコピーは「待ってろ、世界。」。
2021年2月17日発売の4thシングル『僕が僕じゃないみたいだ』の初回盤B付属のDVDに本アルバムの制作を追ったドキュメンタリーが収録された。
5月18日には結成6周年記念企画であるスペシャル月間の一環で、「Lifetime」のMVが公開された。

### プロモーション
3rdシングル『NEW ERA』のプロモーションを通して、Johnny's web内メンバーブログや雑誌、番組などの場で本アルバムに関する伏線がはられた。11月7日公開の3rdシングル特設サイトでは、ランダムで表示される2種類のページにそれぞれ「原石」「音色」になぞらえたグループの歴史が記されている。また、11月9日放送のTBSテレビ『CDTVライブ!ライブ!』および13日放送のテレビ朝日『MUSIC STATION』に出演した際には、「NEW ERA」の振付を通常とは異なる型で、アルバムに関する手話を織り込んだ振付で各番組別に披露した。続く11月14日放送のニッポン放送『SixTONESのオールナイトニッポンサタデースペシャル』では、番組終了間際に突如曲名のみを伝えて「ST」をオンエアし、そのまま放送を終えている。
11月20日には本アルバムの存在と「ST」がリード曲であることを正式に発表した。あわせて『SixTONES 1ST STudio』と題した特設サイトも公開し、上述の3rdシングル特設サイトは「hiSTory」ページとして集約された。
ウェブCMとして、ボクサー（演：前野朋哉）とトレーナーが「シックストーンズじゃないだろ！」「ストーンズ！」とグループ名を連呼する内容など、メンバー本人達が一切出演しない内容のCMも公開された。
12月6日には「音の日」であることにちなみ、アルバム収録曲が6のつく時間にのみ流れる、ほぼ全曲を解禁する6時間66分の配信企画が行われた。
リード曲「ST」は12月8日にMVをYouTubeで公開し、12月21日放送のTBSテレビ『CDTVライブ!ライブ!クリスマスSP』にてテレビ初披露された。
2021年1月7日には通常盤の収録曲「うやむや」のMVを公開。自身らが登場しない初の全編アニメーションMVになっており、アニメーションをえむめろ、イラストレーションをダイスケリチャードが担当している。翌日には同曲の歌割りも公開された。

### 特典
- 先着特典 - ふた付マルチケース（対象店舗別の全4種）[27]

## 収録内容

### CD
- 1〜10曲目は全形態共通
- 特記なき場合は6人での歌唱

#### 初回盤A：原石盤
1. ST [4:46]
作詞：松原さらり、作曲・編曲：南田健吾
  - リード曲
  - SixTONES出演 エイブル「名前だけ知ってる人」篇・「部屋さがしてるそこの君」篇 CMソング[28]
2. NAVIGATOR [4:05]
作詞：高木誠司、作曲：高木誠司 / 高慶“CO-K”卓史、編曲：高慶“CO-K”卓史
  - 2ndシングル
  - フジテレビ系アニメ・ノイタミナ枠『富豪刑事 Balance:UNLIMITED』オープニングテーマ
3. Special Order [3:07]
作詞：Atsushi Shimada、作曲・編曲：Albin Nordqvist
4. NEW ERA [3:52]
作詞：Page Grace / Dr. Loui / Naoki Itai、作曲・編曲：Naoki Itai / MEG
  - 3rdシングル
  - 読売テレビ・日本テレビ系テレビアニメ『半妖の夜叉姫』オープニングテーマ
5. Curtain Call [3:43]
作詞・編曲：Ryo'LEFTY'Miyata、作曲：Mattias Olofsson / Anders Dannvik / Ryo'LEFTY'Miyata
6. Dance All Night [4:16]
作詞：Komei Kobayashi、作曲・編曲：Jan Baars / Rajan Muse / Ronnie Icon / 川口進
7. S.I.X [3:30]
作詞：Toru Ishikawa、作曲：Toru Ishikawa / Joe Ogawa、編曲：Joe Ogawa
8. Coffee & Cream [3:39]
作詞・作曲・編曲：TSUGUMI / TOMOKO IDA
9. Imitation Rain [5:18]
作詞・作曲・編曲：YOSHIKI
  - 1stシングル
  - NTTドコモ 音楽ライブ配信サービス「新体感ライブ」キャンペーンソング
  - セブン-イレブン「SixTONES vs Snow Manコラボキャンペーン」『SixTONESクーポン』篇 CMソング
  - WEGO「WEGO×SixTONESコラボキャンペーン」CMソング
10. Lifetime [4:21]
作詞：Komei Kobayashi、作曲：Christoffer Semelius / Jimmy Claeson、編曲：Christoffer Semelius
  - 出光興産「世界の日の出」篇・「街の顔」篇 CMソング[29]
11. この星のHIKARI [4:06]
作詞・編曲：川口進、作曲：川口進 / Dele Ladimeji
  - 2015年発表曲[30]
  - SixTONES主演[注 1]舞台『少年たち 世界の夢が…戦争を知らない子供達』劇中曲
  - CD収録に伴い新たに2番を追加[31]
12. BE CRAZY [3:24]
作詞：ma-saya、作曲：Steven Lee（英語版）、編曲：Steven Lee / Akiyuki Tateyama (クレジット記載Shuko Tateyamaは誤表記）
  - 2015年発表曲[32]
  - SixTONES主演[注 1]舞台『少年たち 世界の夢が・・・戦争を知らない子供達』劇中曲
13. "Laugh" In the LIFE [3:41]
作詞・作曲・編曲：GAKU
  - 2019年発表曲[33]
14. Rollin' [4:27]
作詞・作曲・編曲：Yocke
  - 2019年発表曲[34]
15. RAM-PAM-PAM [3:42]
作詞：ONIGASHIMA、作曲：Scott Russell Stoddart / Warren David Meyers / Mark Angelico Thomson、編曲：Scott Russell Stoddart
  - 2019年発表曲[35]
  - SixTONES主演[注 1]舞台『少年たち To be!』劇中曲[35]

#### 初回盤B：音色盤
1. ST
2. NAVIGATOR
3. Special Order
4. NEW ERA
5. Curtain Call
6. Dance All Night
7. S.I.X
8. Coffee & Cream
9. Imitation Rain
10. Lifetime
11. EXTRA VIP [3:05]
作詞：Page Grace / 岡嶋かな多、作曲：Andreas Oberg（英語版） / Ninos Hanna / Willie Weeks（英語版）、編曲：Willie Weeks
  - ジェシー・田中樹のユニット曲
12. My Hometown [3:38]
作詞：小倉しんこう、作曲：Chris Meyer / Stefan Ekstedt / Samuel Waermo（英語版）、編曲：Carlos K.
  - 髙地優吾・森本慎太郎のユニット曲
13. ってあなた [4:53]
作詞・作曲・編曲：佐伯youthK
  - 京本大我・松村北斗のユニット曲

#### 通常盤
1. ST
2. NAVIGATOR
3. Special Order
4. NEW ERA
5. Curtain Call
6. Dance All Night
7. S.I.X
8. Coffee & Cream
9. Imitation Rain
10. Lifetime
11. うやむや [3:34]
作詞：イワツボコーダイ、作曲・編曲：イワツボコーダイ / 岩崎誠司
12. Mad Love [3:18]
作詞：ONIGASHIMA、作曲：原田卓也 / Christoffer Semelius / Jimmy Claeson、編曲：Christoffer Semelius
13. Telephone -1ST ver.- [4:29]
作詞：ONIGASHIMA、作曲：Justin Trugman / Jason Parris / Drew Ryan Scott、編曲：Jason Parris for Legend Music Group
  - 1stシングル『Imitation Rain / D.D.』通常盤カップリング曲のアルバムver.

### DVD

#### 初回盤A：原石盤
1. ST -Music Video-
2. ST -Music Video Making-
3. ST -Music Video Solo Angle-

#### 初回盤B：音色盤
1. EXTRA VIP -Music Video-
2. My Hometown -Music Video-
3. ってあなた -Music Video-

## チャート成績
オリコン集計では初週で46.7万枚を計上し、2021年1月18日付「オリコン週間シングルランキング」にて初登場1位を獲得した。ジャニーズグループでの1stアルバムの売上が40万枚を突破したのは、2019年6月に発売されたKing & Princeの『King & Prince』以来約1年7か月ぶりとなる。
上半期アルバムランキング・作品別売上数部門でも期間内売上57.1万枚で1位を記録。男性アーティストによる期間内売上50万枚超えでの1位獲得は、2017年のSMAP『SMAP 25 YEARS』以来4年ぶりである。また、男性アーティストによる1stアルバムでの上半期アルバム1位は、1988年の光GENJI『光GENJI』以来33年ぶりの快挙となった。
Billboard Japan Hot Albumsでは、CDセールス1位、ルックアップ1位の2冠で発売初週に総合首位を獲得。以降もルックアップは常にトップ10圏内、CDセールスも35位以上をキープし、結果的に572,074枚でCDセールス1位、ルックアップ2位で上半期の総合首位を獲得した。